# Michael Wirth der Ältere

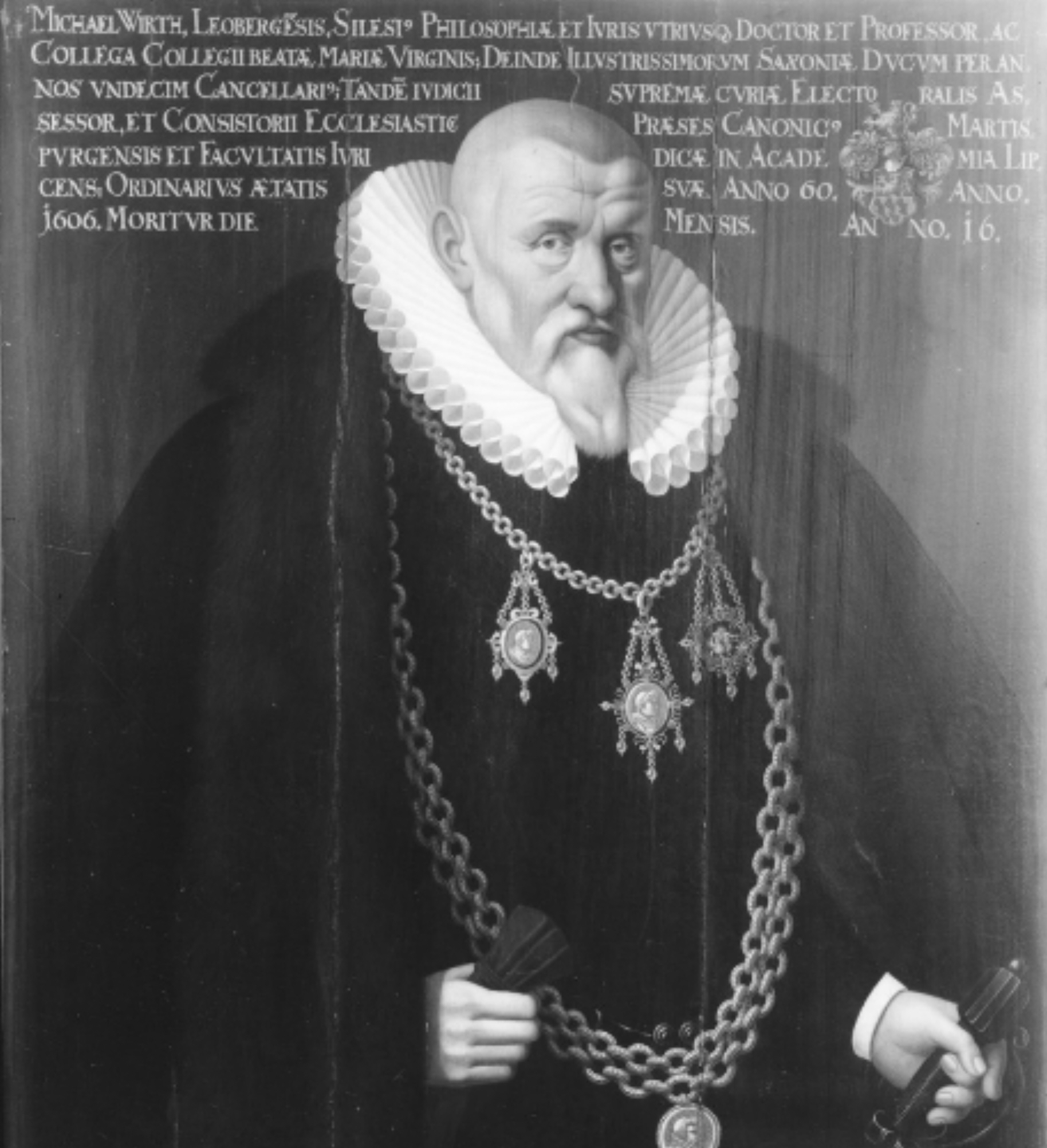
Michael Wirth d. Ä.

Michael Wirth der Ältere (* 6. Januar 1547 in Löwenberg, Herzogtum Schweidnitz-Jauer; † 3. Dezember 1611 in Leipzig) war ein deutscher Rechtswissenschaftler.

## Leben
Der Sohn des Juristen gleichen Namens und dessen Ehefrau Magdalena Reusner, besuchte die Schule seines Heimatorts und danach die in Goldberg unter der Leitung von Valentin Friedland genannt Trozendorf. 1567 bezog er die Universität Leipzig, erwarb sich 1568 das Baccalaureat und wurde 1569 Magister der Sieben Freien Künste. 1570 wurde er Kollegiat am Frauenkollegium, fand 1571 als Assessor Zugang zur philosophischen Fakultät, absolvierte ein juristisches Studium, wurde 1573 Baccalaureus an der Juristischen Fakultät, erhielt 1576 das Lizentiat der Rechtswissenschaften und promovierte 1577 zum Doktor der Rechte.
Bereits 1575 war er zum Professor der Rechte berufen worden, wurde 1577 Beisitzer des Appellationsgerichts in Dresden, 1579 Advokat des Oberhofgerichts in Leipzig, übernahm 1580 die Professur des Kodex, wurde 1581 Kanzler des Sächsischen Hofes in Coburg, kam 1592 zurück nach Leipzig, wo er Direktor des Konsistoriums, Assessor am Oberhofgericht, Kanoniker am Stift in Merseburg und 1601 Ordinarius der Juristenfakultät wurde. Wirth hatte sich auch an den organisatorischen Aufgaben der Leipziger Hochschule beteiligt. So war er Dekan der philosophischen Fakultät und in den Wintersemestern 1574, 1578, 1592 Rektor der Alma Mater.
Er verstarb 1611 an der Schwindsucht und wurde am 5. Dezember 1611 in der Leipziger Paulinerkirche begraben.
Wirth war zwei Mal verheiratet. Seine erste Ehe schloss er 1577 mit Anna († 1587), einer Tochter des Professors der Rechte Franz Kram. In zweiter Ehe vermählte er sich mit Charitas, einer Tochter des Paul Lobwasser. Beide Ehen blieben kinderlos. Da er über keine Erben verfügte, hinterließ er der Universität eine großzügige Summe von 4000 Gulden, so dass davon zwölf Studenten mit Stipendien versehen werden konnten.